# Houstonia teretifolia
Houstonia teretifolia  là một loài thực vật có hoa trong họ Thiến thảo. Loài này được Terrell mô tả khoa học đầu tiên năm 1979.